# 복양군
복양군(濮陽郡)은 서진이 설치한 중국의 옛 군이다. 당시 북쪽으로 황하를 접했다. 지금의 허난성 안양 시 남부, 푸양시 남부, 산둥성 허쩌시 북부 일대를 통치했는데, 남북조 시대의 행정 개편을 거쳐 지금의 안양시 화현일대로 축소되었고, 화현의 전신이 되었다. 

## 서진
277년(서진 무제 함녕 3년) 8월 무제의 아들중 한명이었던 사마윤이 복양왕으로 책봉됨에 따라 동군이 복양국(濮陽國)으로 승격되었다. 289년(서진 무제 태강 10년) 그가 회남왕으로 책봉되면서 동군으로 격하되었다. 이후 조왕 사마륜이 진 혜제의 손자였던 사마장(司馬臧)을 복양왕으로 책봉하면서 다시 복양국으로 바뀌었다. 책봉당시 어린아이였던 사마장이 301년 사망하면서 복양국은 폐지되었지만 복양군으로 바뀌었다. 서진대 복양국은 4현 21,000호를 거느렸다. 영가의 난이후 후조로 편입되었고 동진이 연주를 교치하면서 장강 일대에서 교치되었다.
| 현명   | 한자   | 대략적 위치                          | 비고 |
| ------ | ------ | ------------------------------------ | --- |
| 복양현 | 濮陽縣 | 푸양시 푸양현 남 어둔촌(于屯村) 일대 | 옛 곤오국(昆吾國)이다. 복수(濮水)가 흐르는데 주왕을 위해 미미지악(靡靡之樂)을 지었었던 사연(師延)이 상나라가 망하자 투신한 곳이다. |
| 늠구현 | 廩丘縣 | 허쩌시 쥐안청현 수보향(水堡鄕) 일대  | 서진대 연주자사부가 있었다. 양각성(羊角城)이 있다.                                                                                 |
| 백마현 | 白馬縣 | 안양시 화현 백마장촌(白馬墻村)       | 호자제(瓠子堤)가 있다. |
| 견성현 | 鄄城縣 | 허쩌시 쥐안청현 구성진(舊城鎭)       | 본래 제음군의 속현이었다. |

## 북조
북조 때 동군이 재설치되었으나 복양군은 그대로 유지되었다. 401년(북위 도무제 천흥 4년) 활대성(滑臺城)에 연주가 설치되었을 때 연주의 속군으로 편제되었다. 487년(북위 효문제 태화 11년) 제주(齊州)의 속군이 되었으나 효창말기 서연주로 소속이 바뀌었다. 북위가 동위와 서위로 분열되었을 때 동위가 업을 수도로 삼고 그 일대를 사주로 개명하면서 사주로 편입되었다. 이후 동위의 복양군은 4현 18,664호 55,512명을 거느렸다.
| 현명   | 한자   | 대략적 위치                          | 비고                                                                   |
| ------ | ------ | ------------------------------------ | ---------------------------------------------------------------------- |
| 늠구현 | 廩丘縣 | 허쩌시 쥐안청현 수보향(水堡鄕) 일대  | 현 경내에 양각애좌백도총(羊角哀左伯桃冢), 관공명총(管公明冢)이 있었다. |
| 복양현 | 濮陽縣 | 푸양시 푸양현 남 어둔촌(于屯村) 일대 |                                                                        |
| 성양현 | 城陽縣 | 미상                                 | 호자하(瓠子河)와 뇌택(雷澤)이 있다.                                    |
| 견성현 | 鄄城縣 | 허쩌시 쥐안청현 구성진(舊城鎭)       |                                                                        |

## 남복양군
남복양군은 남북조 시대 남조에서 교치된 복양군을 의미한다. 치소의 위치를 정확히 알 수 없다. 

### 동진, 유송
복양군의 주민들은 후조의 침공을 피해 경구(京口)와 그 일대지역에 정착했고 동진은 이들을 통제하기 위해 복양군을 교치했다. 이후 동연군이 분리되었으나 유송 초기 폐지되었다. 유송대 교치된 복양군은 2현 2,026호 8,239명을 거느렸다. 속현의 위치는 알 수 없다.
| 현명   | 한자   | 민정   | 비고                                                      |
| ------ | ------ | ------ | --------------------------------------------------------- |
| 늠구현 | 廩丘縣 | 령(令) | 435년(유송 문제 원가 12년) 견성현(鄄城縣)이 통폐합되었다. |
| 유차현 | 榆次縣 | 령(令) |                                                           |

### 남제
496년(남제 명제 건무 3년) 남제양군이 폐지되면서 제양군에 교치된 견성현이 내속되었고 동연군에 속했던 일부 현이 재설치되었다. 그 결과 남제 때 남복양군은 늠구현(廩丘縣), 동연현(東燕縣), 회현(會縣), 견성현(鄄城縣), 유차현(榆次縣)의 5개현을 통치했다. 

## 참고 문헌
- 史为乐 등, 《中国历史地名大辞典》(중국역사지명대사전), 中国社会科学出版社, 2005